# 구주표묘록
《구주표묘록 : 빛과 어둠의 전쟁》(중국어 간체자: 九州缥缈录, 정체자: 九州縹緲錄, 병음: Jiǔ zhōu piāo miǎo lù 주저우퍄오먀오루[*], Novoland: Eagle Flag 노브랜드 이글 플래그[*])은 2019년 방송 되었던 중국의 텔레비전 드라마이다.

## 소개
- 세 명의 어린 영웅들이 역경과 시험을 극복하고 성장하는 내용을 그린 이야기

## 등장 인물
- 류하오란 - 여귀진 역
- 쑹쭈얼 - 우연 역
- 진호우 (陈昊宇) - 소주 역
- 진약현 (陈若轩) - 희야 역
- 장지견 (张志坚) - 뇌벽성 역
- 리광제 - 식연 역
- 장수잉 - 궁우의 역
- 허청 (许晴) - 장공주 역
- 왕어우 - 소순경 역
- 장풍의 (张丰毅) - 영무예 역
- 장자이 - 백리경홍 역